# Вальтер Вайлер
Вальтер Вайлер (нім. Walter Weiler, 4 грудня 1903, Вінтертур — 4 травня 1945) — швейцарський футболіст, що грав на позиції захисника, зокрема, за клуб «Грассгоппер», а також національну збірну Швейцарії. Молодший брат іншого захисника збірної Швейцарії Макса.
Семиразовий чемпіон Швейцарії. Восимиразовий володар Кубка Швейцарії.

## Клубна кар'єра
У футболі дебютував виступами за команду «Вельтгайм».
Згодом перебрався до французького клубу «Гавр».
1926 року перейшов до клубу «Грассгоппер», за який відіграв 18 сезонів. За цей час сім разів виборював титул чемпіона Швейцарії і вісім разів Кубок Швейцарії. Завершив професійну кар'єру футболіста виступами за команду «Грассгоппер» у 1944 році.

## Виступи за збірну
1926 року дебютував в офіційних матчах у складі національної збірної Швейцарії. Протягом кар'єри у національній команді, яка тривала 17 років, провів у її формі 26 матчів, забивши 4 голи..
У складі збірної був учасником чемпіонату світу 1934 року в Італії, де зіграв проти Нідерландів (3-2) і Чехословаччини (2-3).
Помер 4 травня 1945 року на 42-му році життя від серцевої недостатності під час уроку для футбольних тренерів.

## Статистика виступів

### Статистика виступів в чемпіонаті
Виступи у вищому дивізіоні чемпіонату Швейцарії, починаючи з сезону 1933/34.
| Сезон   | Клуб        | Ліга                | Матчі | Голи | Місце |
| ------- | ----------- | ------------------- | ----- | ---- | ----- |
| 1933/34 | Грассгоппер | Чемпіонат Швейцарії | 26    | 0    | 2     |
| 1934/35 | Грассгоппер | Чемпіонат Швейцарії | 20    | 1    | 4     |
| 1935/36 | Грассгоппер | Чемпіонат Швейцарії | 24    | 1    | 3     |
| 1936/37 | Грассгоппер | Чемпіонат Швейцарії | 20    | 0    | 1     |
| 1937/38 | Грассгоппер | Чемпіонат Швейцарії | 17    | 0    | 2     |
| 1938/39 | Грассгоппер | Чемпіонат Швейцарії | 13    | 0    | 1     |
| 1939/40 | Грассгоппер | Чемпіонат Швейцарії | 9     | 0    | 3     |
| 1940/41 | Грассгоппер | Чемпіонат Швейцарії | 15    | 0    | 4     |
| 1941/42 | Грассгоппер | Чемпіонат Швейцарії | 27    | 0    | 1     |
| 1942/43 | Грассгоппер | Чемпіонат Швейцарії | 12    | 0    | 1     |
| РАЗОМ   |             |                     | 183   | 2    |       |

### Статистика виступів у Кубку Мітропи
| №                      | Розіграш               | Стадія                 | Дата та місце проведення | Команда 1              | Рахунок | Команда 2        | Голи |
| ---------------------- | ---------------------- | ---------------------- | ------------------------ | ---------------------- | ------- | ---------------- | ---- |
| 1                      | 1936                   | квал.                  | 07.06.1936, Відень       | Аустрія (Відень)       | 3:1     | Грассгоппер      |      |
| 2                      | 1936                   | квал.                  | 14.06.1936, Цюрих        | Грассгоппер            | 1:1     | Аустрія (Відень) |      |
| 3                      | 1937                   | 1/8                    | 13.06.1937, Цюрих        | Грассгоппер            | 4:3     | Простейов        |      |
| 4                      | 1937                   | 1/8                    | 20.06.1937, Простейов    | Простейов              | 2:2     | Грассгоппер      |      |
| 5                      | 1937                   | 1/4                    | 4.07.1937, Рим           | Лаціо                  | 6:1     | Грассгоппер      |      |
| 6                      | 1937                   | 1/4                    | 11.04.1937, Цюрих        | Грассгоппер            | 3:2     | Лаціо            |      |
| Всього в Кубку Мітропи | Всього в Кубку Мітропи | Всього в Кубку Мітропи | Всього в Кубку Мітропи   | Всього в Кубку Мітропи | 6       |                  | 0    |

## Титули і досягнення
- Чемпіон Швейцарії (7):

«Грассгоппер»: 1926-1927, 1927-1928, 1930-1931, 1936-1937, 1938-1939, 1941-1942, 1942-1943
- Володар Кубка Швейцарії (8):

«Грассгоппер»: 1926-1927, 1931-1932, 1933-1934, 1936-1937, 1937-1938, 1939-1940, 1940-1941, 1941-1942
- Срібний олімпійський призер: 1924